# Philaethria andrei
Espèce
Philaethria andrei est un insecte lépidoptère appartenant à la famille des Nymphalidae, à la sous-famille des Heliconiinae et au genre Philaethria.

## Taxinomie
Philaethria andrei a été décrit par Christian Brévignon en 2002.

### Sous-espèces
- Philaethria andrei andrei.
- Philaethria andrei orinocensis Constantino et Salazar, 2010[2].

## Biologie

### Plantes hôtes
La plante hôte de sa chenille est une Passiflora, Passiflora laurifolia.

## Écologie et distribution
Philaethria andrei n'est présent qu'en Guyane.

### Biotope
Il réside dans la forêt tropicale.